# Konstancja Bernaud
Konstancja Bernaud (Maria od Najświętszego Serca, fr. Marie du Sacré-Cœur, ur. 28 października 1825 w Besançon, zm. 3 sierpnia 1903 w Bourg-en-Bresse) – francuska wizytka, propagatorka kultu NSPJ, założycielka Arcybractwa Straży Honorowej Najświętszego Serca Pana Jezusa.

## Życie
Konstancja Bernaud urodziła się 28 października 1825 w Besançon, we Francji, w starej, pobożnej i szanowanej rodzinie (w tym samym roku reaktywowano we Francji Bractwo Serca Jezusowego, zakazane od czasów rewolucji). Była najstarszą z ośmiorga rodzeństwa. Już przed narodzinami została poświęcona Najświętszej Maryi Pannie. Ochrzczona 1 listopada, otrzymała imiona Anna Maria Konstacja, lecz w użyciu pozostało to ostatnie imię. Mieszkała naprzeciw pałacu arcybiskupa Besançon, księcia kard. Louis-François de Rohan-Chabot, krewnego króla Karola X. Jako dziecko, widując często idącego kardynała, klękała na drodze, aby przyjąć jego błogosławieństwo. Mając zaledwie 5 lat, po pogrzebie kuzynki szarytki, oświadczyła rodzicom: „Chcę zostać zakonnicą”.
W wieku 4 lat poważnie zachorowała na oczy i przez kilka lat, nie mogąc się bawić, rozwinęła w sobie skłonność do rozmyślań i milczenia oraz śpiewała pieśni religijne. Po wielu latach jeszcze wspominała, jak silne wrażenie wywarły na nią pieśni „Jakżeż zaznać spokoju wśród udręczeń grzesznego serca” i „Widmo błyszczące uwiodło młodość moją”, przy których rzewnie płakała, nie za bardzo je rozumiejąc. Dawała często żebrakom drobną jałmużnę i swoje podwieczorki. Jej ciotka Barbara zaszczepiała w niej rzadkie wówczas nabożeństwo do Najświętszego Serca Pana Jezusa. 20 kwietnia 1836 roku Konstancja przystąpiła do I komunii św.
W wieku lat 13 została umieszczona w pensjonacie Zgromadzenia Dzieciątka Jezus w Langres. Matka jej oświadczyła tam: „Przyprowadzam wam dziecko, które mnie zawsze zapewniało, iż chce zostać zakonnicą”. Tam przyjęła bierzmowanie i zaczęła doświadczać łask nadprzyrodzonych. Codziennie rano odprawiała Drogę Krzyżową i wchodziła do kaplicy na osobistą adorację oraz praktykowała różne umartwienia. Jej mistrzynią była s. Ludwika Baissez, która pogłębiała w niej kult NSPJ. Ulubioną książką Konstancji był „Miesiąc Najświętszego Serca” o nabożeństwie czerwcowym.
Po powrocie do domu we wrześniu 1840 roku rodzina zaczęła wprowadzać ją w zwyczaje życia świeckiego. Pod wpływem szantażu ojca, który mówił: „Gdybyś została zakonnicą, umarłbym z żalu” oraz niezdecydowania spowiednika, zgodziła się wyjść za mąż, nie mając jeszcze ukończonych 16 lat. Pięć lat po ślubie jej mąż zmarł. Wówczas Konstancja zamieszkała w Paryżu u brata, gdzie śpiewała w kościele Notre Dame de Lorette. Podczas rewolucji 1848 roku niemalże została zastrzelona w trakcie walk ulicznych i wróciła do Bezançon. Następnie pojechała odwiedzić swą kuzynkę w Bourg-en-Bresse, której bratowa, m. Maria Amanta Morel, była przełożoną klasztoru wizytek.
Gdy Konstancja przekroczyła próg klasztoru, aby wziąć udział w rekolekcjach, niespodziewanie powiedziała na głos: „Ach, jak tu dobrze, obym nigdy nie potrzebowała stąd odejść!” Na to s. Maria Julia Cholet, przyszła przeorysza, odpowiedziała: „Amen”. Tak się też stało. W lipcu 1849 roku biskup Belley, Alexandre Devie, zapewnił ją, iż powinna wstąpić do zakonu Nawiedzenia NMP z powodu jej nabożeństwa do Serca Jezusowego, praktykowanego tam, i jeszcze w tym miesiącu została postulantką. Podczas obłóczyn 23 listopada tego roku przyjęła imię Marie du Sacré-Cœur. Tego dnia napisała: „Żadna z dotychczasowych propozycji nie poruszyła mojego serca. Dziś wiem, że mój Oblubieniec chce, bym stała się ofiarą miłości, wynagradzającą Boskiemu Sercu”.
Maria od Najświętszego Serca powzięła zaraz postanowienie „najusilniejszej pracy, celem zupełnego oderwania się od stworzeń i dążenia jedynie do samego tylko Boga”. Jej kierownikiem duchowym pozostawał bp Devie. Po profesji wieczystej w dniu 1 kwietnia 1851 roku została od razu mianowana mistrzynią pensjonatu i kierowniczką chóru muzycznego. Z powodu jej pięknego głosu na publiczne nabożeństwa do kaplicy przychodziły tłumy wiernych. W pierwszych latach wyróżniała się darem prostej modlitwy i kontemplacji, nazywana była „siostrą czystej miłości”. Następnie weszła w okres wewnętrznych prób i cierpień fizycznych. 22 września 1860 roku „złożyła się na ofiarę Boskiemu Sercu Pana Jezusa”.
Wkrótce potem ujawniła się u niej gruźlica w stadium tak poważnym, iż oczekiwano jej bliskiej śmierci. Wówczas odwiedził ją nowy biskup, Pierre-Henri Gérault de Langalerie, który stając koło s. Marii powiedział: „Jak to, więc to jest s. Maria od Najświętszego Serca? Nie trzeba umierać, zaraz odprawimy nowennę do Najśw. Serca i czcigodnej Małgorzaty Marii”. Jeszcze tego samego dnia siostra poczuła się lepiej, a po kilku dniach wyzdrowiała całkowicie. Zaraz potem otrzymała urząd nadzorowania porządku i przestrzegania reguły w klasztorze, a następnie sekretarki.

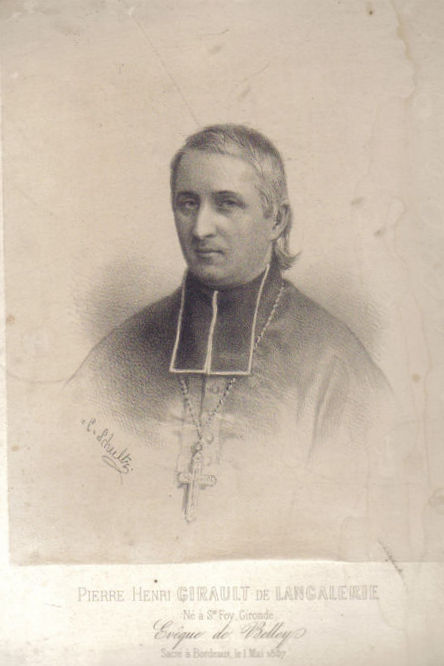
Bp Gérault de Langalerie, który zatwierdził Straż Honorową

7 czerwca 1862 roku przełożona klasztoru dokonała poświęcenia wspólnoty Najświętszemu Sercu Jezusa. W tym roku siostry z pierwszego klasztoru wizytek w Annecy napisały do klasztoru, że „Pan nasz skarżył się jednej uprzywilejowanej duszy, iż gdy objawił nam Serce Swoje, my nie dość rozwinęliśmy gorliwości, celem szerzenia Jego chwały”. Wszystkie siostry, przeczytawszy list, zwróciły się do s. Marii: „Do Ciebie, droga siostro, należy wynaleźć ten nowy sposób uczczenia Najśw. Serca”. 11 stycznia 1863 roku siostry dokonały Intronizacji Chrystusa Króla w klasztorze w Bourg-en-Bresse. W tym czasie, jak pisała, głęboko poruszona skargą Pana Jezusa: „Szukałem, kto by mnie pocieszył i nie znalazłem”, zapragnęła Mu odpowiedzieć, że „chce kochać i sprawiać, aby był kochany”. Tak zrodził się pomysł, aby utworzyć łańcuch osób, które, zmieniając się co godzinę, pełniłyby „straż”, czuwając duchowo przy Najświętszym Sercu Jezusa bez odrywania się przy tym od zwykłych zajęć, na wzór Najświętszej Maryi Panny, św. Jana i św. Marii Magdaleny u stóp krzyża. Kilka miesięcy później s. Maria miała wizję Zegara Straży Honorowej. 13 marca tego roku imiona wszystkich sióstr z klasztoru zostały wpisane na rysunek Zegara. Po tygodniu wpisał się też arcybiskup Aix Georges Chalandon, a miesiąc później – biskup Langalerie.
Od tego czasu misją s. Marii było prowadzenie tego dzieła, które nazwano Strażą Honorową. Temu poświęcała ona wszystkie swoje siły i czas, poza obowiązkami wynikającymi z reguły zakonnej. W swojej drodze duchowej rozwijała charyzmat ofiarowania siebie. We wrześniu 1866 roku poświęciła ponownie Bogu całą swą osobę oraz Straż Honorową i powierzone jej osoby. 24 czerwca 1884 roku dokonała „publicznego ofiarowania siebie na dobrowolną ofiarę”. W trakcie pracy nad rozwojem Straży znów poważnie zachorowała w 1886 roku, będąc ponownie, zdaniem lekarzy, blisko śmierci, lecz ku ich zdziwieniu szybko wróciła do zdrowia. Służyła intensywnie przez kolejne lata, aż do 1 sierpnia 1903 roku, gdy nagle poczuła się gorzej i przerwała pracę. Zmarła dwa dni później. Opis jej życia zawiera jedyna jak dotąd biografia opublikowana po polsku przez Arcybractwo Straży Honorowej NSPJ w 1932 roku (wydana we Francji w 1913 roku) pod tytułem: „Siostra Marja od Najśw. Serca. Założycielka Straży Honorowej. 1825–1903”. Obecnie trwają starania o rozpoczęcie jej procesu beatyfikacyjnego.

## Misja
Pierwszym zadaniem s. Marii od Najświętszego Serca było propagowanie Straży Honorowej na różne sposoby. W tym celu sama porozumiała się z drukarnią w Bourg-en-Bresse i opublikowała swą broszurę „Cel Straży Honorowej” oraz kartki z modlitwą „Ofiarowanie Godziny Straży”. Broszura otrzymała potem aprobatę trzech biskupów.
Walczyła też, aby świeżo powstałej Straży Honorowej nie zlać z innymi stowarzyszeniami katolickimi, gdyż próby takie podjęto w różnych miastach Francji oraz w Anglii i we Włoszech. Za radą biskupa napisała program dla utworzonego przez niego Bractwa Straży Honorowej oraz narysowała dwie tarcze, wysyłając to do papieża bł. Piusa IX. Ten 30 czerwca 1864 roku zaaprobował Straż i nadał te same odpusty, które posiadało Bractwo Serca Jezusowego w Rzymie. Impulsem i ułatwieniem dla rozwoju Staży Honorowej stała się też beatyfikacja św. Małgorzaty Marii Alacoqe, dokonana przez papieża 18 września tego roku.
Założycielka prowadziła ożywioną korespondencję z bł. Marią Deluil-Martiny, która rozpropagowała Straż w Marsylii i hr. Matyldą de Nedonchel z Belgii oraz z ks. Richard z Tours. Współpracowała z ks. Amaudru, który podjął się zadania rozwijania Straży i pogłębiania duchowości jej członków i prorokował jej o czekających ją ciężkich doświadczeniach i sprzeciwach oraz z panną de Leppinot, Fremont de Soize i z wielu innymi zelatorami.

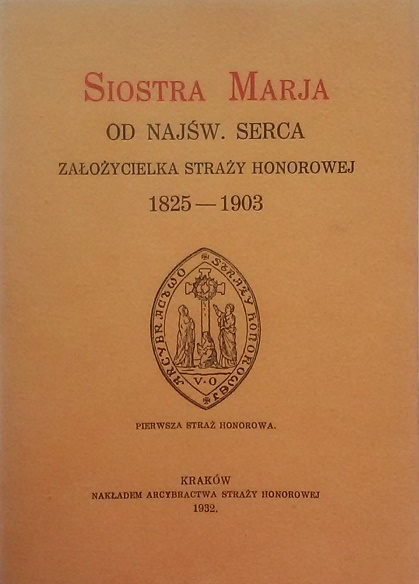
Biografia s. Marii od Najśw. Serca wydana w Polsce w 1932 roku

S. Maria wykorzystywała też swój talent muzyczny w rozwoju Straży Honorowej. Ułożyła teksty i muzykę do wielu pieśni, które zebrała i opublikowała w 1873 roku pod tytułem „Lira Straży Honorowej”. W zbiorze tym znalazły się też utwory innych autorów, m.in. hymn „Pójdź o Honorowa Straży”, napisany przez bł. Marię Deluil-Martiny oraz ks. Richarda, autora tekstów, i Anastazję de Loppinot, zelatorkę z Lotaryngii, kompozytorkę.
Następnie zaczęła publikację „Miesięcznika Straży Honorowej”, którego pierwszy numer ukazał się 15 lutego 1882 roku, w dniu 200 rocznicy śmierci bł. Klaudiusza de la Colombière. Myślą przewodnią artykułów różnych autorów była „Ofiara z punktu widzenia dogmatycznego i moralnego”. Dla członków Straży tworzyła też i publikowała regularne zachęty do praktykowania określonej cnoty w danym czasie, w postaci druku ulotnego pt. „Święty Kartel”, na wzór takiego tekstu św. Franciszka Salezego. Druki te zebrane zostały w 1887 roku w książce „Rok święty Straży Honorowej i przyjaciół Serca Jezusowego”. W 1877 roku wydała tzw. mały, a dwa lata później – tzw. wielki „Podręcznik Straży Honorowej”.
S. Maria codziennie rano odpisywała na listy z całej Europy i rozsyłała materiały Straży Honorowej. Ponadto pisała już od 1860 roku, a od 1863 roku wydawała Kartki (inaczej Bilety) Zelatorskie, osobno przeznaczone dla sióstr, kapłanów oraz świeckich, za pomocą których przekazywała cytaty z Pisma Świętego, lub słowa jakiegoś świętego ze swoim komentarzem. Napisała 5 serii Biletów po 33 każda. Bilety Zelatorskie losuje się do dziś, zazwyczaj w pierwszy piątek miesiąca, by „karmić serce” i żyć do końca miesiąca zamieszczonymi na nim słowami. Pierwsza seria Kartek została wydana w nakładzie 66 tys. egzemplarzy. Jeden z prałatów bł. Piusa IX wyznał: „Gdybym ja napisał te cztery serie, to myślałbym, iż dobrze użyłem mego życia”.

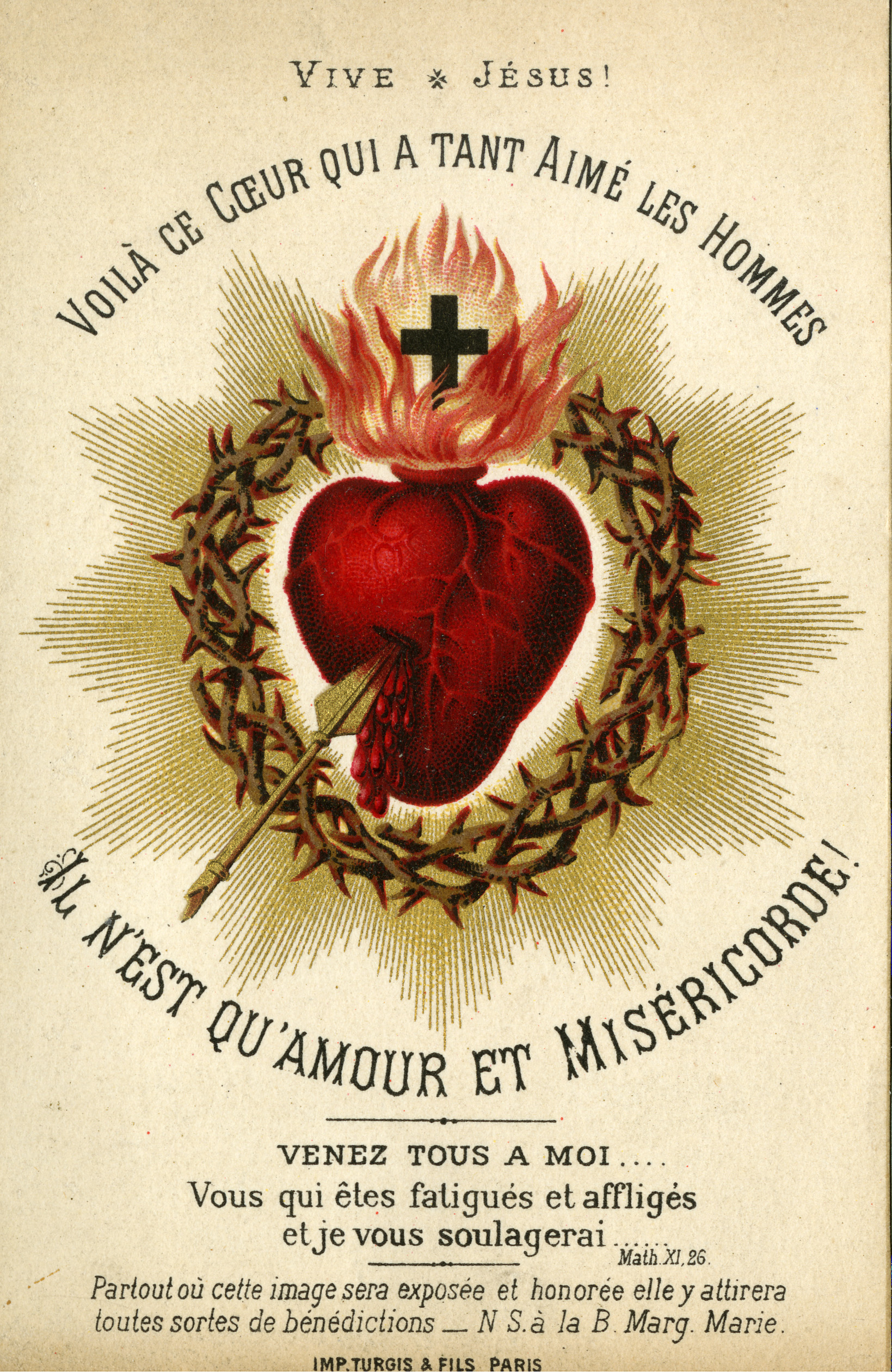
Obrazek NSPJ z około 1880 roku

Największy opór niektórych teologów napotkał wizerunek Serca Pana Jezusa przebijanego włócznią. Przez kilka lat s. Maria musiała toczyć z nimi spór, a przez ten czas w środku Zegara Straży Honorowej nie wolno było drukować tego symbolu. W jej zwycięstwie dopomogło odnalezienie reprodukcji sztychu z XVII wieku w „Żywocie Lansperga, Kartuza”, przedstawiającego taki wizerunek. Wreszcie w 1876 roku papież bł. Pius IX zatwierdził modlitwę Straży „Ofiarowanie Krwi i Wody, które wypłynęły z rany Serca Jezusowego”. S. Maria musiała również toczyć kilkuletni bój o samą nazwę „Straż Honorowa”, która nie podobała się jakimś osobom w Rzymie, a także odpierać oskarżenia o „wchodzenie w drogę Arcybractwu Serca Jezusowego” w Wiecznym Mieście.
Kanoniczne zainstalowanie Straży Honorowej w Rzymie 31 maja 1872 roku osłabiło te sprzeciwy, zaś podniesienie jej do godności arcybractwa przez Leona XIII 6 listopada 1878 roku położyło im kres. Uroczyste zainstalowanie Arcybractwa w macierzystej kaplicy w Bourg-en-Bresse nastąpiło dwa lata później. Ostatnią walkę o Straż Honorową stoczyła s. Maria od Najświętszego Serca z nowym bpem Pierre Soubiranne, który postanowił przenieść Arcybractwo do budowanej na przedmieściu Bourg-en-Bresse, Bel-Air, bazyliki Sacré-Cœur. Uczynił to w 1884 roku, zaś Leon XIII nakazał przywrócenie go w kaplicy sióstr 25 czerwca 1891 roku.
Wraz z rozwojem Arcybractwa s. Marii przybywało obowiązków, toteż próbowała ona przekazać prowadzenie go komu innemu: wizytkom w Annecy, jezuitom w Tuluzie organizującym tam Apostolstwo Modlitwy, Ojcom Najśw. Serca Pana Jezusa z Issoudun, bądź księżom kapelanom Bazyliki Sacré-Cœur na Montmartre, jednakże bez powodzenia. Przez cały czas główny ciężar odpowiedzialności spoczywał na niej.
W 1894 roku s. Maria od Najświętszego Serca rozpowszechniła Zegar Miłosierdzia, zainicjowany w 1882 roku, czyli drugą tarczę, na której wpisywano imiona osób polecanych modlitwom o określonych godzinach. Trzy lata później napisała piątą serię Kartek Zelatorskich, dla oficerów Gwardii, a na kilka lat przed śmiercią – obszerną książkę o duchowości kultu NSPJ, opisującą w 33 rozdziałach tyleż różnych „wzlotów duszy ku Sercu Jezusowemu”.